# Liviu Brătescu
Liviu Brătescu (n. 1974, Roman, Neamț, România) este un istoric român, care deține funcția de cercetător la Institutul de Istorie A.D. Xenopol, Iași din cadrul Academiei Române.

## Cariera profesională
Liviu Brătescu  s-a născut în anul 1974 în Roman, județul Neamț A absolvit Liceul Teoretic „Roman Vodă”, din Roman, secția istorie științe –sociale( 1989-1993) iar apoi Facultatea de Istorie din cadrul Universității Al.I. Cuza, Iași (1993-1997)
Între 1997-2002, își desfășoară activitatea ca profesor de istorie la câteva școli generale din Roman, perioadă în care obține gradul didactic definitiv în învățământ iar elevii săi obțin rezultate deosebite la olimpiade școlare și numeroase concursuri extrașcolare organizate de Muzeul de Istorie din Roman.
Absolvent al cursurilor de studii aprofundate cu tema „Românii în relații internaționale (1699-1989)“, la Facultatea de Istorie din cadrul Universității Al.I.Cuza, Iași, 1998, având ca temă de dizertație „Proclamarea Regatului 1881. Reacții interne și externe“
Din anul 2002 devine asistent cercetător la Institutul de Istorie A.D.Xenopol din Iași ,din cadrul Academiei Române. Începând cu anul amintit este pentru o perioadă de trei ani asistent asociat la Facultatea de Litere, secția Jurnalism, susținând seminariile cursului „Istoria Culturii”. Începând cu anul 2003 ocupă postul de cercetător științific la același institut „A.D.Xenopol”. După o cercetare care s-a desfășurat pe parcursul a șase ani( 2000-2006), în februarie 2007 a obținut titlul țtiințific de doctor în istorie la Facultatea de Istorie din cadrul Universității „Al.I. Cuza” din Iași, speciliazarea Istorie modernă a românilor, cu teza „I.C.Brătianu și politica externă a României 1866-1888)

## Activitatea politică
Organizator și inițiator împreună cu reprezentanți ai T.N.L. Iași a școlii politice D.A.Sturdza, ediția a II-a și susținător al prelegerii D.ASturdza. Un lider politic european Iași, 11 noiembrie 2007.
    Organizator și inițiator împreună cu reprezentanți ai T.N.L. Iași a școlii politice D.A.Sturdza și susținător al prelegerii D.ASturdza. Activitatea politică, Iasi, decembrie 2006
- Lector la seminarul organizat de T. N. L. Iași, “Uniunea Europeană-o viață cu noi reguli”,  3 octombrie 2006
- Lector la seminarul organizat de Fundația “Friedrich Naumann”, Piatra Neamț, “Liberalismul românesc. De la stânga la dreapta. Mai are România nevoie de liberalism?”, 14 octombrie 2005
- Lector la seminarul organizat de Fundația “Friedrich Naumann”, “Atragerea tinerilor în politică”, Iași, 20 iunie 2005
- Lector la seminarul organizat de Fundația Friedrich Naumann, consacrat “Evoluției liberalismului românesc”, pentru liderii formațiunilor liberale din Republica Moldova, iunie 2005
- Lector la seminarul “Marketing politic”, organizat de C. S. L. Iași, mai 2004
- Organizator a mai multor dezbateri consacrate istoriei P. N. L., în 2004, la Roman, Piatra Neamț, și Iași .
- Lector la seminarul organizat de T. N. L. Neamț, Oglinzi, “Liberalismul European-Geneză și evoluție. Partidele liberale astăzi în Europa”, august, 2003
- Participant la seminarul organizat de T. N. L. și Fundația “Friedrich Naumann”, pe tema “Mesaje liberale în campaniile electorale”, Iași, 18-20 aprilie 2003

Lector și organizator alături de T. N. L. Roman al ciclului de dezbateri intitulat “Primăvara Liberală”, aprilie-iunie 2002
- Membru în Biroul Municipal al PNL Iași ( din 2005 până în prezent), responsabil resurse umane.
- Membru în staff-ul de campanie electorală la alegerile generale din 2004.
- Vicepreședinte al TNL Iași ( 2005-2003)
- Membru în BMP al PNL Roman( 2003-2001)
- Membru în BPJ al PNL Neamt( 2001)
- Președinte interimar al TNL Neamt( 2001)
- Vicepreședinte al TNL Neamt( 2000-2001)
- Membru în staff-ul de campanie  la alegerile locale și generale din 2000
- Candidat la consiliul local Roman din partea PNL Roman și la Camera Deputaților din partea PNL Neamț, în 2000
- Vicepreședinte al TNL Roman ( 1999-2000)
- Membru PNL din februarie 1999
- Membru al PAC din 1992

## Lucrări și recenzii publicate
Liviu Brătescu este autorul mai multor articole și recenzii consacrate unor evenimente ce au marcat istoria modernă a României dar și a evoluției liberalismului românesc

## Burse
1 Participant în grantul  Personalul universitar din Romania. Studiu de caz –Univeristatea din Iași( 1860-1947), grant CNSIS., coordonat de conf. dr. Florea Ioncioaia.
2 Participant în cadrul grantului Patrimoniu național și modernizare în societatea românească: instituții, actori și strategii (secolele XIX-XX), 2006-2008, finanțat de CNCSIS. Director de proiect C.S. gr. I Dumitru Ivănescu.

## Activitate publică
- Lector la seminarul organizat de “Centrul pentru relații inter-etnice”, cu tema “Cum văd liderii politici relațiile inter-etnice?”, Târgu Mures, 28-31 august 2005.
- Participant la dezbaterea organizată de Liga Pro sau Contra Europa, cu tema „Reforme amânate–reforme necesare pentru integrarea României în U.E.“, Cluj Napoca, 20 mai 2005
- Organizator împreună cu Liga Pro.Europa a dezbaterii “Cadrul legislativ pentru protecția minorităților naționale: progrese și lacune”, Iași, 13 decembrie 2004”.
- Organizator, din partea Institutului de Istorie A.D. Xenopol, împreună cu Liga Pro Europa a dezbaterii având ca temă “Regionalismul în cadrul integrării europene”, Iași, 12 decembrie 2004
- Contribuția evreilor la modernizarea orașului Roman, în cadrul dezbaterii organizată de Comunitatea evreiască Roman, la 29 martie 2004, eveniment reflectat în “Realitatea evreiască”, nr. 2006, 1-17 aprilie 2004
- Absolvent al cursurilor organizate de Academia Interculturală Transilvania și Liga Pro Europa, având ca tematică “Tranziția de la monocultură la multiculturalism”, 21-27 noiembrie 2003
- Absolvent al cursurilor de vară organizate în perioada 25 iulie-2 august 2003, de către Liga Pro Europa, având ca subiecte de dezbatere “Transilvania, Regionalizarea, Integrarea Europeană, Fascismul și Comunismul”
- Antisemitismul românesc, o stare de spirit?, în cadrul dezbaterii organizate de Comunitatea Evreiască Roman, cu prilejul zilei internaționale a luptei împotriva antisemitismului, 4 iunie 2002

- Membru fondator în asociația profesională “Societatea de Studii Istorice din România”

- Observator la alegerile din Azerbaidjan, din 2003, din partea O.S.C.E. România.
- Participant la emisiuni radio-tv, având ca teme în dezbatere subiecte legate de viața politică a României contemporane, dar și a celei din secolul al-XIX-lea
- Premiul al treilea din partea revistei “22”, publicație a G. D. S. România, pe anul 1998, pentru o analiză politică asupra anului politic 1997.